# Silene caesarea
Silene caesarea är en nejlikväxtart som beskrevs av Pierre Edmond Boissier och Bal. Silene caesarea ingår i släktet glimmar, och familjen nejlikväxter. Inga underarter finns listade i Catalogue of Life.